# Titanideum suberosum
Titanideum suberosum är en korallart som beskrevs av Addison Emery Verrill 1864. Titanideum suberosum ingår i släktet Titanideum och familjen Anthothelidae. Inga underarter finns listade i Catalogue of Life.